# Slipknot
Slipknot este o formație heavy metal americană, care până în prezent a reușit să vândă peste 30 milioane de albume în întreaga lume. Trupa este formată din opt membri, aceștia fiind: Sid Wilson, Eloy Casagrande, Alessandro Venturella,Michael Pfaff, Jim Root, Shawn Crahan, Mick Thomson și Corey Taylor. Fiecare membru al trupei poartă câte o mască unică.
Slipknot s-a format în anul 1995, iar după mai multe schimbări de line-up, a urmat albumul independent Mate. Feed. Kill. Repeat. în anul 1996. Primul lor album de studio a fost Slipknot lansat în anul 1999 și a fost urmat de alte două, Iowa în 2001 și Vol. 3: (The Subliminal Verses) în 2004. Pe 25 august 2008 trupa s-a reunit și a lansat al patrulea album de studio, All Hope Is Gone, care a debutat pe primul loc într-un proiect numit "Billboard 200".
Basistul trupei, Paul Gray a fost găsit mort într-o cameră de hotel pe 24 mai 2010.
În aprilie 2019, percuționistul Chris Fehn a fost dat afară din trupă din cauza unor neînțelegeri cu Corey Taylor și Shawn Crahan. A fost inlocuit de Michael Pfaff, pe atunci cunoscut ca "Tortilla Man".
În iunie si noiembrie 2023, trupa s-a despartit de Craig Jones si Jay Weinberg. Succesorul lui Weinberg este fostul tobosar de la Sepultura, Eloy Casagrande, insa succesorul lui Jones a ramas neidentificat.

## Discografie
- Slipknot 1999
- Iowa 2001
- Vol. 3: The Subliminal Verses 2004
- All Hope Is Gone 2008
- .5 The Gray Chapter 2014
- We Are Not Your Kind 2019
- The End, So Far 2022

## Istoric

### Anii de formare (1995-1998)
Planurile unei trupe au început încă din anul 1992, cu miezul bandei: bateristul Shawn Crahan, solistul Anders Colsefini și basistul Paul Gray, beneficiind de ajutorul chitariștilor Donnie Steele și Quan Nong.
În septembrie 1995, trupa The Pale Ones a fost creată, fiind alcătuită din Crahan la baterie, Gray la bas, Colsefini la voce și chitaristul Steele. Joey Jordison a intrat în formație la puțin timp după creare, la baterie, Crahan fiind mutat la percuție. Trupa a continuat să aibă o viziune la ceea ce o să devină, dorind să mai aducă un al doilea chitarist: Josh Brainard și mutându-l pe Colsefini la percuție și sprijin voce. Trupa a cântat live sub numele de Meld, la data de 4 decembrie 1995 într-un club numit Crowbar în Des Moines. După aceasta, Jordison a sugerat schimbarea numelui trupei în Slipknot, după melodia care ar apărea, eventual, în Mate. Feed. Kill. Repeat. Trupa a început să își îmbogățească imaginea purtând un machiaj ciudat și, eventual, anti-imaginea, prin măștile pe care le purtau. Pe urmă, au făcut o pauză, așteptând ca muzica lor să fie total dezvoltată.
Cu materialul terminat, trupa a început înregistrările într-un studio local, SR Audio alături de Sean McMahon. În februarie 1996, chitaristul Steele a părăsit trupa pentru credința lui în Iisus Christos, deși membrii trupei au încercat să-l convingă să rămână, el a hotărât să plece. Înlocuitorul său a fost Craig Jones, care a ajuns la stadiul mixării la noul proiect. În 4 aprilie, Slipknot au concertat pentru prima dată la clubul de muzică din Des Moines: Safari, unde au concertat aproape toată perioada de pregătire. Al doilea concert la clubul Safari a fost alături de Stone Sour. Trupa a realizat că are nevoie de o schimbare, așa că au adăugat sampleuri la înregistrări, dar nu au fost capabili să le producă și în concerte, deoarece Jones era doar half-time sampler. Dat fiind acest fapt, Jones a fost mutat ca full-time sampler și Mick Thomson a fost adus pentru a acoperi locul lăsat gol de Steele la chitară. Formația a lansat primul său album, Mate. Feed. Kill. Repeat, de Halloween, 31 octombrie 1996.
Cu producția acestui album, Sean McMahon a început să se distribuie între rolurile de înregistrator și manager. Slipknot s-au întors în studio, pregătind noi materiale, care implicau mai multă seninătate în voce. Ca rezultat, Corey Taylor a fost recrutat de la formația lor vecină din Des Moines, Stone Sour, aceasta provocând mutarea lui Colsefini la sprijin voce și percuție. În timp ce își experimentau noul solist, trupa a continuat să concerteze la clubul Safari. Într-unul dintre concerte, Colsefini și-a surprins atât trupa, cât și fanii, declarând că o să părăsească formația. În locul lui Colesfini, a venit, la percuție, Greg Welts, care era cunoscut sub porecla "Cuddles". Pe la sfârșitul anului 1997, membrii trupei au început să își atribuie fiecăruia câte un număr și au început să poarte uniforme la showuri.
La începutul anului 1998, Slipknot au creat un alt mic demo, în care a fost inclusă melodia "Spit It Out". Demo-ul trupei a fost trimis la foarte multe case de discuri și, cu o creștere a popularității pe internet și cu ajutorul managerului lor de atunci, Sophia John, unele case de discuri s-au arătat interesate, iar producătorul Ross Robinson a fost contactat. Membrii trupei, care aveau un interes puternic de a lucra cu Robinson, s-au întâlnit cu acesta și au decis să lucreze împreună. După aceasta, DJ Sid Wilson a intrat în trupă după ce a dobândit un interes imens de a deveni un membru al formației. În 6 iulie 1998, Welts a fost obligat să părăsească trupa, fiind primul (și singurul) membru care a fost concediat. Motivele care au determinat această decizie sunt neclare; cu toate acestea, Chris Fehn l-a înlocuit pe Welts la percuție, iar în 8 iulie, Slipknot a semnat cu Roadrunner Records.

### Albumul lor de debut și succesul comercial (1998–2001)
La sfârșitul anului 1998, Slipknot au intrat în studiourile de înregistrare pentru a lucra la albumul lor de debut. La începutul anului nou, Brainard a decis să iasă din trupă din motive personale. Jim Root a fost înlocuitorul acestuia stabilind line-up-ul care există și în prezent. Înregistrările s-au finalizat pe la începutul anului 1999, iar trupa a început să asiste la Ozzfest, care începea în martie. În 29 iunie 1999, trupa a lansat albumul care este considerat cel mai bun al formației, numit Slipknot.
Slipknot au inclus în albumul lor piese editate din melodii previzorii, incluzând "(sic)", o versiune a piesei "Slipknot". Aceste versiuni au fost mai rapide decât cele provizorii, fiind intens primite de fanii mai vechi. În același an, Slipknot au lansat primul lor video, "Welcome to Our Neighborhood" (care în anul 2003 a fost lansat pe DVD). La începutul lui 2000, Slipknot a primit un disc de aur pentru primul album lansat de Roadrunner Records. În iulie 2001, revista de muzica Q a numit albumul Slipknot ca unul din cele "50 Heaviest Albums of All Time".

### Albumul "Iowa" și proiectele independente (2001–2003)

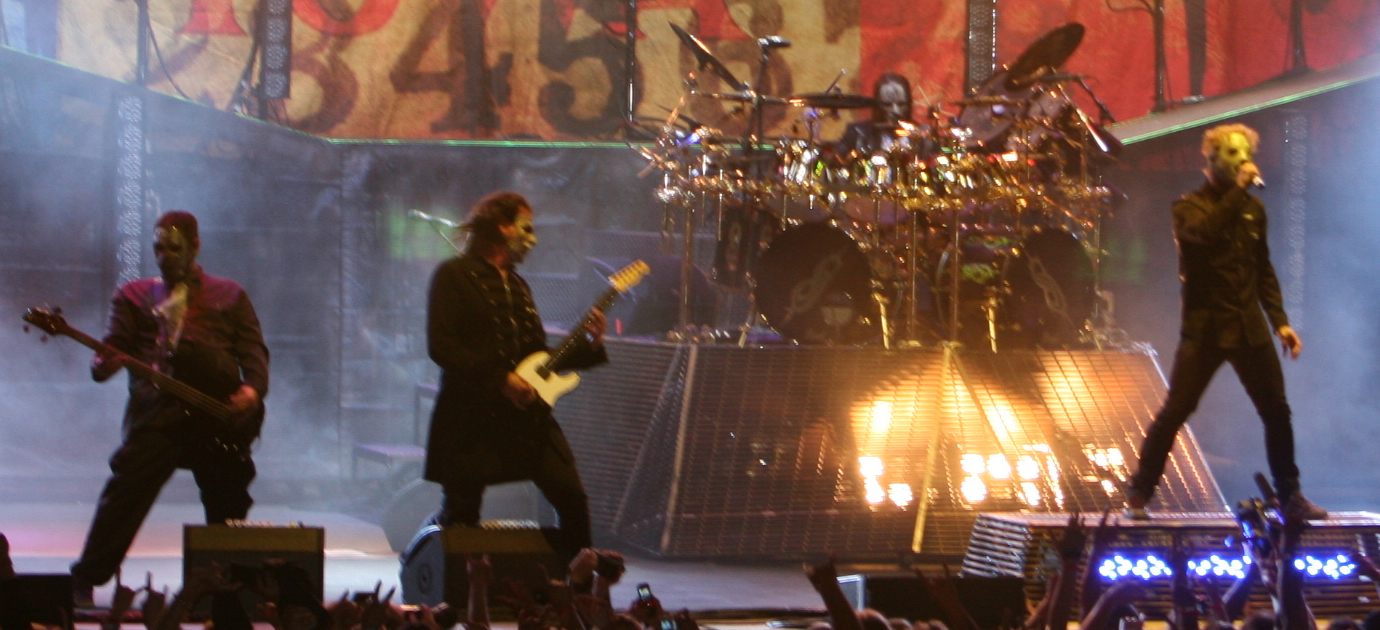
Slipknot evoluând la Mayhem Festival în 2008

Numărul fanilor a explodat, care își puneau mari speranțe în noul album. Membrii trupei s-au întors în studio la începutul anului 2001, pregătind materiale pentru noul album. Iowa, al doilea album al trupei cu Roadrunner Records, a fost lansat la data de 28 august 2001. David Fricke de la Rolling Stone a spus că este primul album grozav din era nu metalului. Albumul a avut, de-asemenea, un succes comercial, plasându-se pe locul trei în graficele albumelor revistei Billboard și pe primul loc din topul albumelor din UK. La mijlocul lui 2001, trupa a fost din nou în turneul Ozzfest. În anul 2002, formația a apărut în filmul Rollerball. În același an, trupa a lansat a doua producție vizuală, prin lansarea DVD-ului Disasterpieces.
2002 a semnificat, de-asemenea, prima tentativă serioasă a membrilor trupei cu proiecte individuale în afara Slipknot-ului. Solistul principal, Taylor, alături de chitaristul Root au revenit la Stone Sour, bateristul Jordison are, de-asemenea, un proiect la formația Murderdolls, ocupând rolul de chitarist. Slipknot plănuiseră să înregistreze un al treilea album la sfârșitul anului 2002, dar trupa a avut niște probleme. În acel timp au apărut niște zvonuri în care se spunea ca trupa se va desființa. În mijlocul anului 2003, Crahan a început un proiect independent, la trupa To My Surprise, în care a lucrat cu producătorul Rick Rubin.

## Premii

### Certificări RIAA
Acestea sunt certificările RIAA ale formației.
| Albume - Slipknot: Dublu Platină (February 2001) - Iowa: Platină (October 2002) - Vol. 3: (The Subliminal Verses): Platină (February 2005) - 9.0: Live: Aur (December 2005) - All Hope Is Gone: Platină (August 2010) | Videos and DVDs - Welcome to Our Neighborhood: Platină (February 2000) - Disasterpieces: Cvadruplă Platină (November 2005) - Voliminal: Inside the Nine: Platină (February 2007) - (sic)nesses: Platină (November 2010) |

### Premii și nominalizări la Grammy
Slipknot a fost nominalizată de șapte ori la Premiile Grammy, câștigând un premiu.
- "Wait and Bleed" – Best Metal Performance, 2001 (nominalizare)[2]
- "Left Behind" – Best Metal Performance, 2002 (nominalizare)[3]
- "My Plague" – Best Metal Performance, 2003 (nominalizare)[4]
- "Duality" – Best Hard Rock Performance, 2005 (nominalizare)[5]
- "Vermilion" – Best Metal Performance, 2005 (nominalizare)[5]
- "Before I Forget" – Best Metal Performance, 2006 (câștigător)[6]
- "Psychosocial" – Best Metal Performance, 2009 (nominalizare)[7]

## Membrii formației
| Membri actuali - (#0) Sid Wilson – turntable/DJ (1998–prezent) - (#4) Jim Root – chitară (1999–prezent) - (#6) Shawn "Clown" Crahan – percuție, back vocal (1995–prezent) - (#7) Mick Thomson – chitară (1996–prezent) - (#8) Corey Taylor – vocal (1997–prezent) - Alessandro Venturella - chitară bas (2014-prezent) - Michael Pfaff - percuție, back vocal (2019-prezent) - Eloy Casagrande - baterie (2024-prezent) | Foști membri - Donnie Steele – chitară (1995–1996) - Anders Colsefni – vocal, percuție (1995–1997) - (#3) Greg "Cuddles" Welts – percuție (1997–1998) - (#3) Brandon Darner – percuție (1998) - (#4) Josh "Gnar" Brainard – chitară, back vocal (1995–1999) - (#2) Paul Gray – chitară bas, back vocal (1995–2010) - (#1) Joey Jordison – baterie (1995–2013) - (#5) Craig "133" Jones – sampler, media (1996–2023) - (#3) Chris Fehn – percuție, back vocal (1998–2019) - Jay Weinberg - baterie (2014-2023) |

## Discografie
Albume de studio
- Slipknot (1999)
- Iowa (2001)
- Vol. 3: (The Subliminal Verses) (2004)
- All Hope Is Gone (2008)
- .5: The Gray Chapter (2014)
- We Are Not Your Kind (2019)
- The End, So Far (2022)

## Turnee
| - World Domination Tour (1999–2000) - Ozzfest (1999) - Livin la Vida Loco (1999) - Tattoo the Earth (2000) | - Iowa World Tour (2001–2002) - The Subliminal Verses World Tour (2004–2005) - All Hope Is Gone World Tour (2008–2009) - Memorial World Tour (2011) - Knotfest (2012) - Prepare for Hell Tour (2014–2016) |  |

## Legături externe
- Site oficial Arhivat în 30 iunie 2008, la Wayback Machine.